# Logrosán
Logrosán – gmina w Hiszpanii, w prowincji Cáceres, w Estramadurze, o powierzchni 365,31 km². W 2011 roku gmina liczyła 2089 mieszkańców.